# Aphelandra tillettii
Aphelandra tillettii är en akantusväxtart som beskrevs av Wasshausen. Aphelandra tillettii ingår i släktet Aphelandra och familjen akantusväxter. Inga underarter finns listade i Catalogue of Life.